# Ищенко, Александр Николаевич
Але́ксандр Никола́евич Ище́нко (9 июля 1959 года, село Русское, РСФСР, СССР) — российский политический деятель, юрист.
Депутат Государственной Думы Федерального собрания Российской Федерации VII созыва от Невинномысского одномандатного округа № 66 (5 октября 2016 — 12 октября 2021). Депутат Ставропольской краевой думы V созыва (7 марта 2012 — 5 октября 2016). Член политического совета Ставропольского регионального отделения партии «Единая Россия»..
Лауреат государственной премии Правительства Российской Федерации в области науки и техники (2012).

## Биография
Александр Николаевич Ищенко родился в 1959 году в селе Русском Курского района Ставропольского края.
В 1978 году закончил Терский сельскохозяйственный техникум и был призван в армию.
С 1980 по 1989 год работал в родном районе, прошел путь от механизатора в колхозе до главного инженера крупного транспортного предприятия.
В 1989 году приехал в город Когалым Тюменской области и начал работать в строительной индустрии директором предприятия.
В 1992 году окончил экономический факультет Ставропольского сельскохозяйственного института получив специальность «экономика и организация сельского хозяйства».
С 2000 года — кандидат экономических наук, защитил диссертацию в Санкт-Петербургской инженерно-экономической академии.
Получил специальность «юриспруденция» окончив в 2003 году Северо-Кавказский государственный технический университет.
В 2008 году защитил докторскую диссертацию в Российской академии государственной службы при Президенте Российской Федерации. Доктор экономических наук.
В 1980 году, после демобилизации из армии поступил на работу механизатором, позже работал главным инженером транспортного предприятия, где работал до 1989 года.
С 1989 по 1993 год работал директором строительной фирмы в Тюменской области.
В 1993 году был назначен генеральным директором Северо-кавказского филиала нефтяной компании «Лукойл».
С 2001 по 2003 год работал в ООО «Лукойл-Северокавказнефтепродукт» генерального директором.
В декабре 2003 года баллотировался в Госдуму IV созыва, по итогам выборов избран депутатом по Георгиевскому одномандатному избирательному округу № 54.
С 2004 года — член политсовета Ставропольского регионального отделения партии «Единая Россия».
В декабре 2007 года баллотировался в Государственную Думу думы РФ V созыва, избран депутатом по спискам партии «Единая Россия».
С 2010 года — профессор Института сервиса, туризма и дизайна, преподаватель кафедры «Экономика и управление на предприятии».
В марте 2012 года был избран в Думу Ставропольского края V созыва на дополнительных выборах по одномандатному избирательному округу № 8, являлся членом комитета Думы по законодательству, государственному строительству и местному самоуправлению, член комитета Думы по природопользованию, экологии, курортно-туристической деятельности, член депутатских групп «Кавказские Минеральные Воды» и «Восточные районы Ставрополья» в краевой Думе.
В сентябре 2016 года Ищенко баллотировался в Государственную Думу VII созыва, по итогам выборов избран депутатом по Невинномысскому одномандатному избирательному округу № 66.
Возглавлял рабочую группу по совершенствованию законодательства в сфере геологоразведки и недропользования. Являлся членом Государственной комиссии по вопросам развития Арктики.
Член партии «Единая Россия».

## Законотворческая деятельность
С 2007 по 2019 год, в течение исполнения полномочий депутата Государственной Думы IV, V и VII созывов, выступил соавтором 114 законодательных инициатив и поправок к проектам федеральных законов.

## Награды
- Почётная грамота Президента РФ[12].
- Почетная грамота министерства энергетики Российской Федерации за развитие топливноэнергетического комплекса[13].
- Лауреат премии Правительства Российской Федерации в области науки и техники[14].

### Ученые звания
- Заслуженный профессор Северо-Кавказского федерального университета
- Почетный профессор Северо-Кавказского государственного технического университета.